# Colla Maffone
Colla Maffone ist ein 633 Einwohner zählender Ortsteil (Fraktion) der Gemeinde Librizzi in der Metropolitanstadt Messina der italienischen Region Sizilien, ca. 2 km östlich des Hauptortes gelegen. Die Bewohner leben hauptsächlich von der Landwirtschaft, darunter der Olivenernte und der Herstellung von Wein.

## Sehenswürdigkeiten
Colla Maffone besitzt keine anschaulichen Sehenswürdigkeiten, gerade wird ein Platz gebaut, die „Piazza della Dignità“, deutsch Platz der Würde.